# 有明町 (佐賀県)
有明町（ありあけちょう）は、有明海に面した佐賀県にあった町である。江戸時代から昭和時代まで有明海干拓で土地を広げ続けた。2005年1月1日に、同じ杵島郡の白石町、福富町と合併し、新たに「白石町」となったため消滅した。
旧有明町役場は合併後、2009年まで白石町役場本庁（議会設置庁舎）として使用され、現在は福祉施設「白石町交流館ゆめてらす」となっている。

## 地理
町の形は東西に長い。西の杵島山地で塩田町と隣り合い、それより東が低地の水田地帯である。北には白石町と接し、南に塩田川をはさんで鹿島市に接する。町の東部三分の一は中世以降の干拓によって生まれた土地である。市街は肥前竜王駅の北東、廻里江川のほとりにある。
- 山: 白岩山 (340.3m)、飯盛山 (317.8m)
- 河川: 塩田川、廻里江川、只江川

### 隣接していた自治体
- 鹿島市
- 杵島郡：白石町
- 藤津郡：塩田町

## 歴史

### 沿革
- 1889年（明治22年）4月1日 - 町村制施行により、深浦村と坂田村が合併して竜王村になった。辺田村と田野上村と戸ケ里村が合併して錦江村になった。牛屋村と横手村が合併して南有明村になった。
- 1955年（昭和30年）
  - 4月1日 - 錦江村と竜王村が合併（新設合併）し、有明村が発足。
  - 9月30日 - 南有明村を編入。
- 1962年（昭和37年）10月1日 - 有明村が有明町になった。
- 1976年（昭和51年）12月28日 - 有明干拓有明工区の1農区から4農区が有明町に編入された。
- 2005年（平成17年）1月1日 - 白石町・福富町と合併し白石町となったため消滅。

## 行政
- 町長: 片渕弘晃

## 経済
2004年9月に有明町商工会が地域通貨「ありガッタ」を発行しはじめた。1ありガッタは1円で、発行から6か月有効。ありガッタだけが通用する地域通貨ショップ「ありがとう」が設けられた。

### 産業
主産業は農業で、水稲が多く、小麦、大麦も作られる。玉葱など野菜も盛んに作られる。漁業では、有明海でサルボオガイをとる。
- 産業別就業者数

|  | 第1次産業 | 1,551人 |
|  | 第2次産業 | 1,067人 |
|  | 第3次産業 | 2,141人 |

## 交通

### 鉄道路線
- 長崎本線：肥前竜王駅

### 道路
- 一般国道：国道207号、国道444号

## 名所・旧跡・観光スポット・祭事・催事
- 竜王崎古墳群
- 稲佐神社
- 福泉禅寺

## 出身人物
- 松本里乃（女子野球選手、TikToker）